# Karpivka, Krasnohvardiiske
Karpivka (în ucraineană Карпівка) este un sat în comuna Klepînine din raionul Krasnohvardiiske, Republica Autonomă Crimeea, Ucraina.

## Demografie
Componența lingvistică a localității Karpivka
     Rusă (62,68%)
     Ucraineană (18,43%)
     Tătară crimeeană (17,61%)
     Alte limbi (0,27%)
Conform recensământului din 2001, majoritatea populației localității Karpivka era vorbitoare de rusă (62,68%), existând în minoritate și vorbitori de ucraineană (18,43%) și tătară crimeeană (17,61%).